# Isoterma (Cartografia)

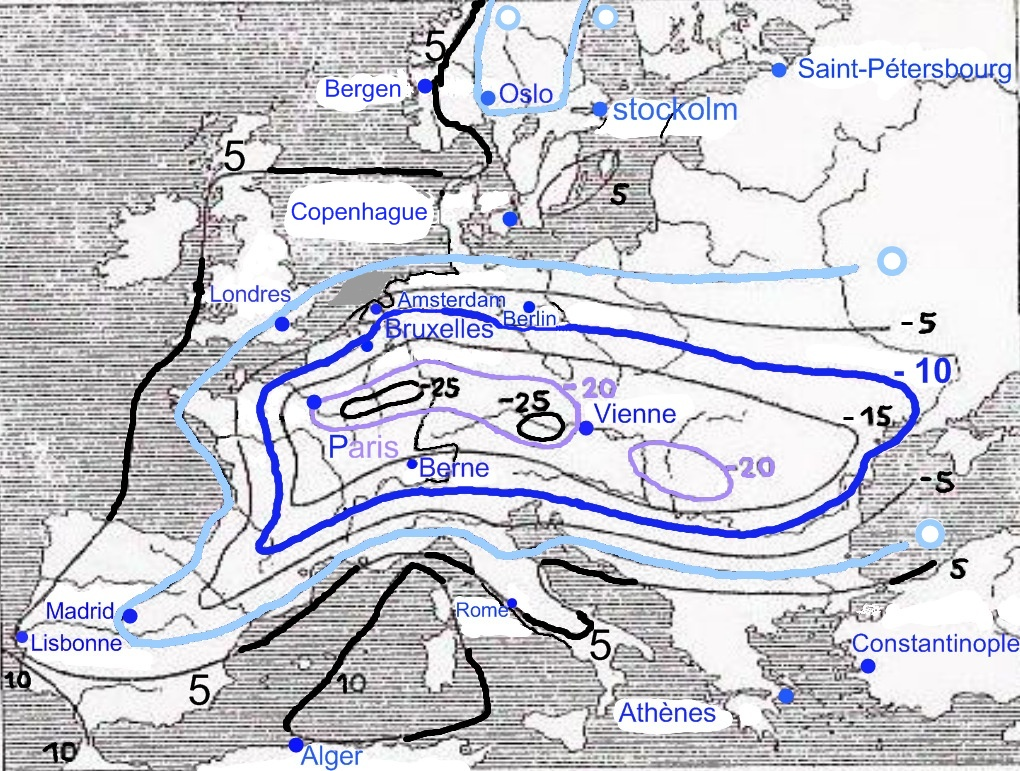
Isotermes de les temperatures a 2 metres del sòl a Europa en el matí de fred extrem del 19 de desembre de 1879.

Una isoterma és una corba que uneix els vèrtexs, en un plànol cartogràfic, que presenten les mateixes temperatures en la unitat de temps considerada. Així, per a una mateixa àrea, es poden dissenyar un gran nombre de plànols amb isotermes, per exemple isotermes de la temperatura mitjana de llarg període del mes de gener, de febrer, etc., o les isotermes de les temperatures mitjanes anuals.